# ماسفت گیت-شناور

برش-عرضی ترانزیستور گیت-شناور

ماسفت گیت-شناور (به انگلیسی:Floating-gate MOSFET یا به‌طور مخفف FGMOS)، که همچنین به عنوان ترانزیستور ماس گیت-شناور یا ترانزیستور گیت-شناور نیز شناخته می‌شود، نوعی ترانزیستور اثرِ میدانیِ نیم‌رسانای اکسید-فلز (ماسفت) است که در آن گیت به صورت الکتریکی ایزوله شده و باعث ایجاد یک گره شناور در جریان مستقیم و تعدادی گیت‌ها یا ورودی‌های ثانویه در بالای گیت شناور (اف‌جی) می‌شود و به‌طور الکتریکی از آن ایزوله می‌شوند. این ورودی‌ها فقط به صورت خازنی به اف‌جی متصل می‌شوند. از آنجا که اف‌جی کاملاً توسط موادی با مقاوت بالا احاطه شده‌است، بار موجود در آن برای مدت زمان طولانی بدون تغییر باقی می‌ماند. معمولاً سازوکار تونل‌زنی فاولر-نوردهایم و تزریق حامل-داغ برای تغییر میزان بار ذخیره شده در اف‌جی استفاده می‌شود.
اف‌جی‌ماس معمولاً به عنوان یک سلول حافظه گیت-شناور، عنصر ذخیره‌سازی دیجیتالی در فناوری‌های، ای‌ای‌پی‌رام، ای‌پی‌رام و حافظه فلش استفاده می‌شود. از دیگر کاربردهای اف‌جی‌ماس می‌توان به یک عنصر محاسباتی عصبی در شبکه‌های عصبی، عنصر ذخیره‌سازی آنالوگ، پتانسیومترهای دیجیتال و دی‌ای‌سی‌های تک-ترانزیستوری اشاره کرد.